# Islote Tigre
Die Islote Tigre ist eine kleine Insel vor der Loubet-Küste des Grahamlands auf der Antarktischen Halbinsel. Sie liegt in der Verjüngung des Barlas-Kanals zwischen der Adelaide-Insel und Sorge Island.
Argentinische Wissenschaftler benannten sie nach dem Walfänger Tigre, der 1827 im Argentinisch-Brasilianischen Krieg zum Einsatz kam.